# Zuzana Hagarová
Zuzana Hagarová, též provdaná Štočková, (* 25. listopadu 1977 Kežmarok) je slovenská webová vývojářka, šachistka a učitelka, drží FIDE tituly velmistryně (WGM) a mezinárodní mistr (IM).

## Šachová kariéra
K šachu ji stejně jako její sourozence Eduarda a Martina přivedl její otec Eduard Hagara st.
Nejvyššího ratingu dosáhla v říjnu 2008: 2430.
V roce 1993 vyhrála slovenský dívčí turnaj (U16). V roce 1994 obsadila druhé místo na mistrovství světa žen do 18 let v Segedíně. Několikanásobná medailistka Slovenska v kategorii žen a z toho sedmkrát mistryně Slovenska (1995, 1996, 1997, 1999, 2001, 2006 a 2022) a třetí na mistrovství SR mužů 2008.
Jedenáctkrát úspěšně reprezentovala Slovensko na šachových olympiádách – a to v letech 1994, 1996, 1998, 2000, 2002, 2004, 2006, 2008, 2014, 2018 a 2022. V roce 1999 byla jedničkou slovenského týmu, ve kterém spolu s Reginou Pokornou a Alenou Bekiarisovou získala historický titul mistryň Evropy družstev. Na mistrovství Evropy družstev startovala také v letech 1997, 2001, 2003 a 2021, kdy byla nejúspěšnější ze slovenského družstva.
Za Sergejem Berezjukem obsadila druhé místo na turnaji Open Tatry 2021, stejný výsledek na Open Tatry měla i v roce 2004 (za Jiřím Štočkem).
V letech 2008–2018 byl jejím manželem český velmistr Jiří Štoček.